# 海樹リコ
海樹 リコ（かいじゅ りこ、2001年12月17日 - ）は、日本の女子プロレスラー。

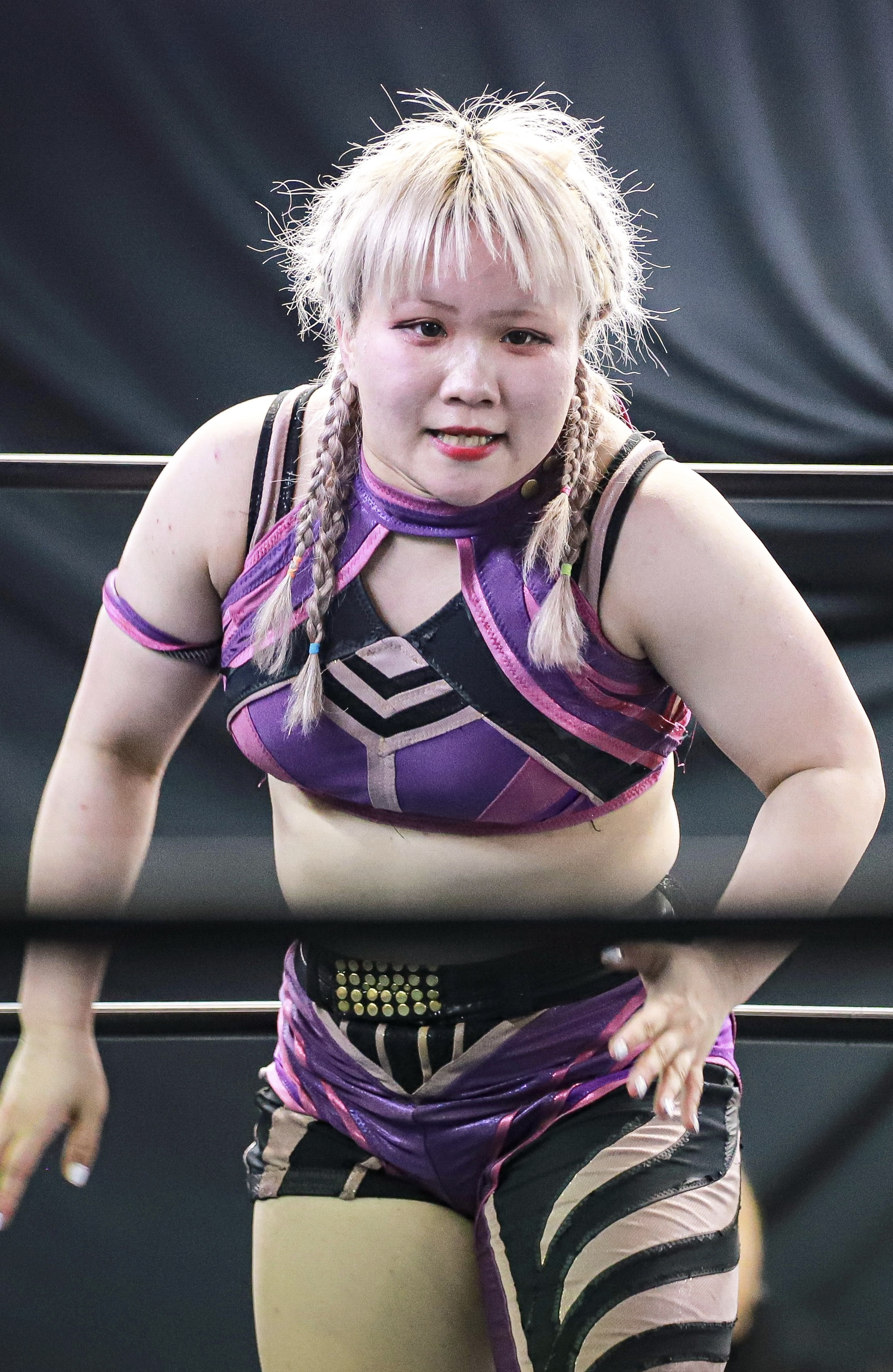
2023.05.07 伊藤道場 道場マッチ 海樹リコ選手

山口県下関市出身。血液型O型。

## 所属
- SEAdLINNNG（2020年 - 2023年）
- Sukeban（2023）

## 来歴

### 学生時代
高校1年生の冬に動画配信サイトで見た、高橋奈七永対中島安里紗戦に感銘を受け、SEAdLINNNG入門を志す。

### SEAdLINNNG
2020年
高校卒業時期に入団しデビューを目指すも、直後のコロナ禍での大会中止・外出自粛などままならない日々が続いたが、7月13日後楽園大会・対藤本つかさ戦でデビュー。
2021年
デビュー3年未満の8名がエントリーしたセンダイガールズプロレスリング主催の「じゃじゃ馬トーナメント2021」に出場し、初戦でカノンに勝利するも、2回戦で岡優里佳に敗れ予選敗退となった。
2022年
4月15日『後楽園ホール60周年還暦祭』に6人タッグマッチで出場。
12月18日 PURE-J女子プロレス後楽園ホール大会で、久令愛を破り、プリンセス・オブ・プロレスリング王座（第27代）を獲得。
2023年
6月28日、SEAdLINNNG新宿FACE大会において、笹村あやめと組み、真琴＆朱崇花組の持つBEYOND THE SEA TAG TEAM王座に挑戦、南月たいよう直伝のたいようちゃん☆ボムを初公開して3カウントを奪取、BEYOND THE SEA TAG TEAM王座(第12代)を獲得。
12月14日に行われたSEAdLINNNGの会見にて、海樹が団体に対して引退を申し出たことを発表。引退などの処遇については団体預かりとしたが、12月28日に防衛戦を控えていたBEYOND THE SEA TAG TEAM王座は中止ならびに返上となった。
12月28日、SEAdLINNNG後楽園ホール大会において、今後のプロレス活動について無期限休業であることが発表された。

## タイトル歴
PURE-J
- 第27代プリンセス・オブ・プロレスリング王座

SEAdLINNNG
- 第12代BEYOND THE SEA TAG TEAM王座（パートナーは笹村あやめ）

## 得意技
- ドロップキック
- イグチボム